# Дроновка (Смоленская область)
Дро́новка    — деревня  в  Сафоновском районе Смоленской области России.  Входит в состав Вадинского сельского поселения.
Население – 12 жителей (2007 год)  . 

## География
Расположена в северной части области  в 24 км к северу от города Сафонова,  в 25 км севернее автодороги М1 «Беларусь».  В 4,5 км юго-восточнее деревни железнодорожная станция Яковская на линии Дурово — Владимирский Тупик.   

## История
Входил в состав Васильевского сельского поселения вплоть до его упразднения Законом Смоленской области от 20 декабря 2018 года, после чего включён в Вадинское сельское поселение.